# Eusarsiella neapolis
Eusarsiella neapolis is een mosselkreeftjessoort uit de familie van de Sarsiellidae. De wetenschappelijke naam van de soort is, als Sarsiella neapolis, voor het eerst geldig gepubliceerd in 1974 door Kornicker.